# Michel Vermote
Michel Vermote (Doornik, 31 maart 1963) is een voormalig Belgisch wielrenner. Vermote was tussen 1985 en 1996 beroepswielrenner.

## Palmares
1983
- 4e etappe Circuit Franco-Belge

1986
- 2e in etappe Ronde van Picardië
- 3e in etappe Ronde van Luxemburg

1987
- 3e in etappe Ronde van Luxemburg
- 2e in etappe Route du Sud
- 5e etappe Kellogg's Tour of Britain
- Puntenklassement Kellogg's Tour of Britain

1988
- 3e etappe Ronde van de Sarthe
- Eindwinst Ronde des Pyrénées Méditerranéennes
- 4e etappe Route du Sud

1989
- Boucles des Hauts de Seine

1990
- 1e etappe Ronde van de Sarthe

1991
- 1e etappe Ronde van de Limousin
- Eindwinst Ronde van de Limousin
- 1e etappe Parijs-Bourges

1992
- 1e etappe Tour du Poitou-Charentes
- Omloop van de Westkust De Panne

1997
- 1e en 3e etappe Triptyque des Monts et Châteaux
- Eindwinst Triptyque des Monts et Châteaux

## Resultaten in voornaamste wedstrijden
| Jaar | Ronde van Italië | Ronde van Frankrijk | Ronde van Spanje |
| ---- | ---------------- | ------------------- | ---------------- |
| 1986 |                  |                     |                  |
| 1987 |                  | opgave              |                  |
| 1988 |                  | 133e                |                  |
| 1989 |                  | 70e                 |                  |
| 1990 | 131e             | 144e                |                  |
| 1991 |                  | 118e                |                  |
| 1993 |                  | 113e                |                  |
| 1994 |                  | opgave              | 109e             |
| 1995 |                  |                     |                  |
| 1996 |                  | opgave              |                  |

| Jaar | Milaan-San Remo | Gent-Wevelgem | Ronde van Vlaanderen | Parijs-Roubaix | Amstel Gold Race | Parijs-Brussel |
| ---- | --------------- | ------------- | -------------------- | -------------- | ---------------- | -------------- |
| 1986 |                 | 33e           |                      |                |                  | 72e            |
| 1987 |                 |               |                      | 44e            | 59e              |                |
| 1988 |                 | 77e           |                      | 35e            |                  | 72e            |
| 1989 |                 |               |                      |                | 88e              | 49e            |
| 1990 | 102e            | 62e           | 53e                  |                |                  |                |
| 1991 | 115e            |               | 20e                  | 21e            | 39e              | 22e            |
| 1993 |                 |               |                      |                |                  |                |
| 1994 |                 |               |                      | 41e            |                  |                |
| 1995 |                 | 55e           |                      | 47e            |                  |                |
| 1996 |                 |               |                      |                |                  |                |

## Trivia
- Michels vader, Gilbert Vermote, was eveneens profwielrenner.